# Lac de Vrana
Cet article concerne le lac de Vrana situé à Pakoštane en Dalmatie. Pour le lac croate homonyme sur l'île de Cres, voir Lac de Vrana (Cres).
Le Lac de Vrana (Vransko jezero en croate), situé en Dalmatie, tout au sud du Comitat de Zadar, est le plus grand lac de Croatie.

## Description
Il mesure près de 14 km de long sur environ 2 de large pour une superficie de 30,7 km2. Contrairement à ce que sa situation très proche du rivage adriatique pourrait suggérer, il n'est pas du tout une lagune, mais une vaste doline karstique remplie d'eau douce. Celle-ci est séparée de la mer par une bande de terrain rocheux mesurant moins de 1 km à son plus étroit, et sur laquelle se trouve la localité de Pakoštane. La ville la plus proche est Biograd na moru.
Le lac était autrefois nettement plus vaste. Au XVIIIe siècle, un canal émissaire a été creusé pour abaisser son niveau de quelque 3 m, ce qui a permis de gagner à l'agriculture de vastes espaces marécageux. Le niveau est aujourd'hui faiblement supérieur à celui de la mer, et la profondeur maximale n'est que de 4 m. Le lac n'en est pas moins en cryptodépression.
C'est un lieu apprécié des amateurs de pêche sportive, en particulier pour le brochet. Le site est inclus dans le Parc naturel du lac de Vrana (Park prirode Vransko jezero), créé le 21 juillet 1999, et qui s'étend sur 57 km2. Il comprend, dans les roselières qui s'étendent au nord-est, une réserve ornithologique abritant une grande variété d'espèces.